# Aeropuerto Internacional Pierre Elliott Trudeau
El Aeropuerto internacional Pierre Elliott Trudeau de Montreal (del francés: Aéroport international Pierre-Elliott-Trudeau de Montréal), y en inglés: Montréal-Pierre Elliott Trudeau International Airport (IATA: YUL, OACI: CYUL) es un aeropuerto internacional en Dorval, Quebec, que sirve principalmente a la ciudad de Montreal. El aeropuerto recibió cerca de 10,3 millones de pasajeros en 2004, cerca de 11 millones en 2005 y más de 11 millones en 2006.
El aeropuerto Internacional Montreal-Dorval fue inaugurado el 10 de septiembre de 1941. Para 1946 el aeropuerto daba servicio a más de 250,000 pasajeros al año, y en 1950 este número creció a más de un millón de pasajeros. En estos años Montreal-Dorval era el aeropuerto más concurrido de Canadá. En 1960 fue oficialmente inaugurada la nueva terminal que convirtió este aeropuerto en el más grande del país y puerto de partido del tráfico aéreo de Canadá hacia Europa, dando servicio a más de dos millones de pasajeros al año.
El 10 de enero de 2004 este aeropuerto fue rebautizado bajo el nombre de "Aeropuerto Internacional Pierre Elliott Trudeau" en memoria del antiguo primer ministro de Canadá.
En junio de 2005 se inauguró la nueva terminal internacional y sala de llegadas de vuelos internacionales. 

## Infraestructura

### Pistas
Actualmente hay dos pistas en funcionamiento en Montreal-Trudeau: dos pistas paralelas alineadas en dirección noreste-suroeste (06L/24R y 06R/24L). Hay otra pista única en dirección este-oeste (28/10), pero ha estado fuera de servicio temporalmente desde mayo de 2018 y de forma permanente desde julio de 2023. La antigua pista todavía se utiliza como calle de rodaje y seguirá utilizándose como tal.
| Número  | Longitud              | Ancho           | ILS                        | Alineación       |
| ------- | --------------------- | --------------- | -------------------------- | ---------------- |
| 06L/24R | 3,400 m (11,000 pies) | 61 m (200 pies) | Cat. II (6L), Cat. I (24R) | Noreste-suroeste |
| 06R/24L | 3,014 m (9,890 pies)  | 61 m (200 pies) | Cat. I (ambas direcciones) | Noreste-suroeste |

### Terminal
El aeropuerto de Montreal-Trudeau consta de una terminal de dos pisos, dividida en cuatro zonas diferentes: el área pública (nivel de salidas y llegadas), la sala nacional, la sala internacional y la sala transfronterizo. Hay dos áreas diferenciadas en la parte pública del aeropuerto (nivel de salidas); uno está dedicado a la documentación de vuelos dentro o fuera de Canadá (excepto EE. UU.) y el otro es para vuelos que salen hacia los EE. UU. Ambas áreas públicas están equipadas con quioscos de auto documentación, un área de oración, tiendas y cafeterías. Hay Wi-Fi gratuito en todo el aeropuerto, carritos de equipaje, cajeros automáticos y salas de enfermería. Cuando los pasajeros llegan a Montreal-Trudeau desde un destino internacional, son recibidos en un enorme y luminoso complejo de llegadas, antes de pasar por la inspección aduanera primaria, luego bajan un nivel hasta el área de reclamo de equipaje y finalmente el área pública de llegadas internacionales. El programa Aérogalerie coloca obras de arte por todo el aeropuerto para mostrar la historia artística y cultural de la ciudad. Las obras a lo largo del aeropuerto incluyen vitrinas, columnas iluminadas, exposiciones temporales en el complejo de llegadas internacionales y colección permanente de varios artistas de la ciudad.

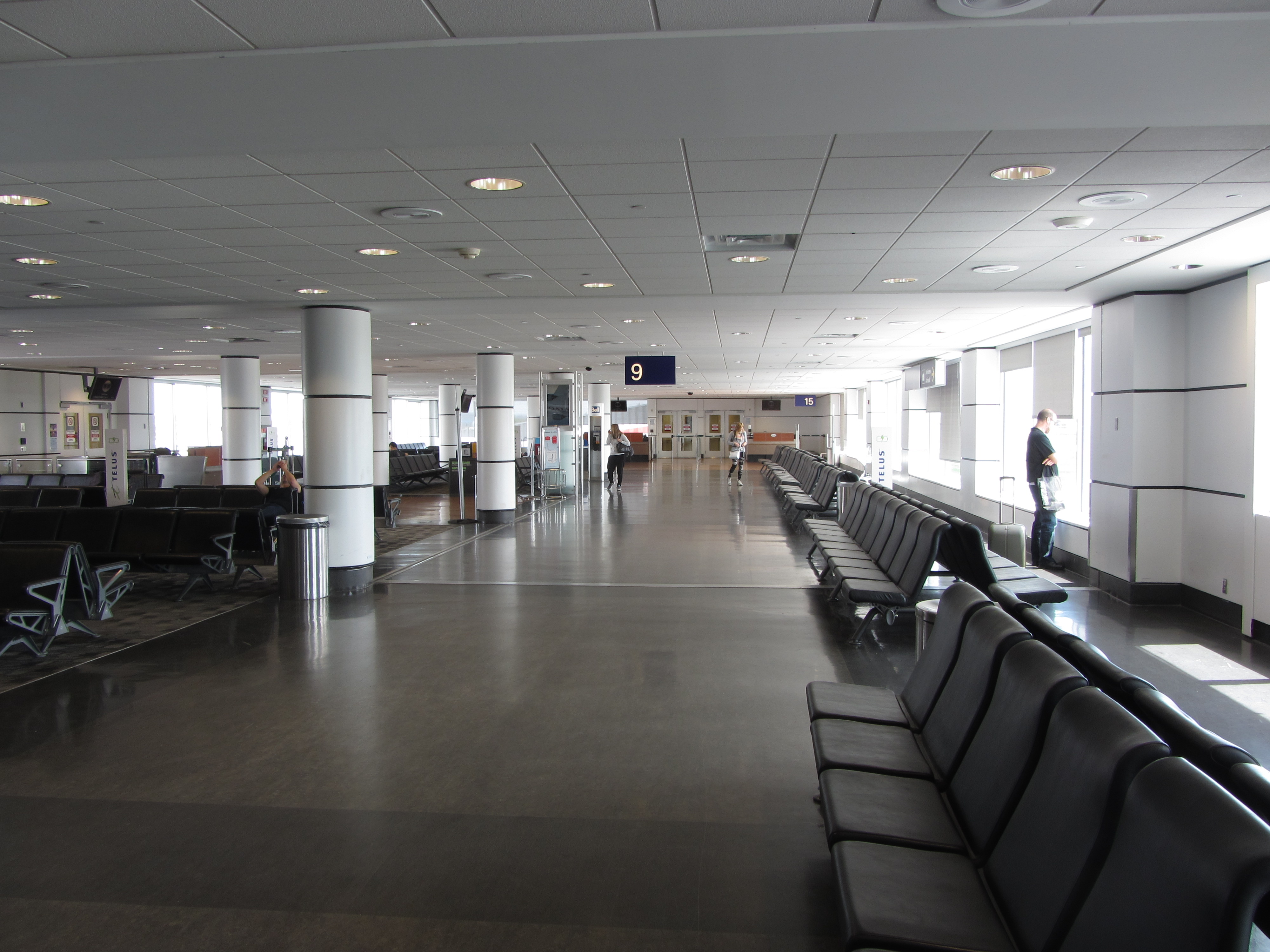
Sala nacional del aeropuerto.

#### Sala nacional
La sala nacional, al que se puede acceder a través del control de seguridad A, se divide en dos partes: una sala satélite conectado por un túnel a la terminal principal y un ala adjunta al edificio de la terminal principal. La sala principal tiene 16 puertas: 1 a 12, 15 y 47 a 49. La sala satélite tiene otras 10 puertas: 17, 19, 21, 23, 25, 27, 28, 30, 32 y 34. Sólo hay dos puentes de embarque ubicados dentro del satélite (17 y 21), ya que las otras puertas se utilizan principalmente para aviones de hélice como la familia Bombardier Dash 8. Estas partes del aeropuerto son las únicas áreas de salidas que quedan y que formaban parte de la terminal original.

#### Sala internacional

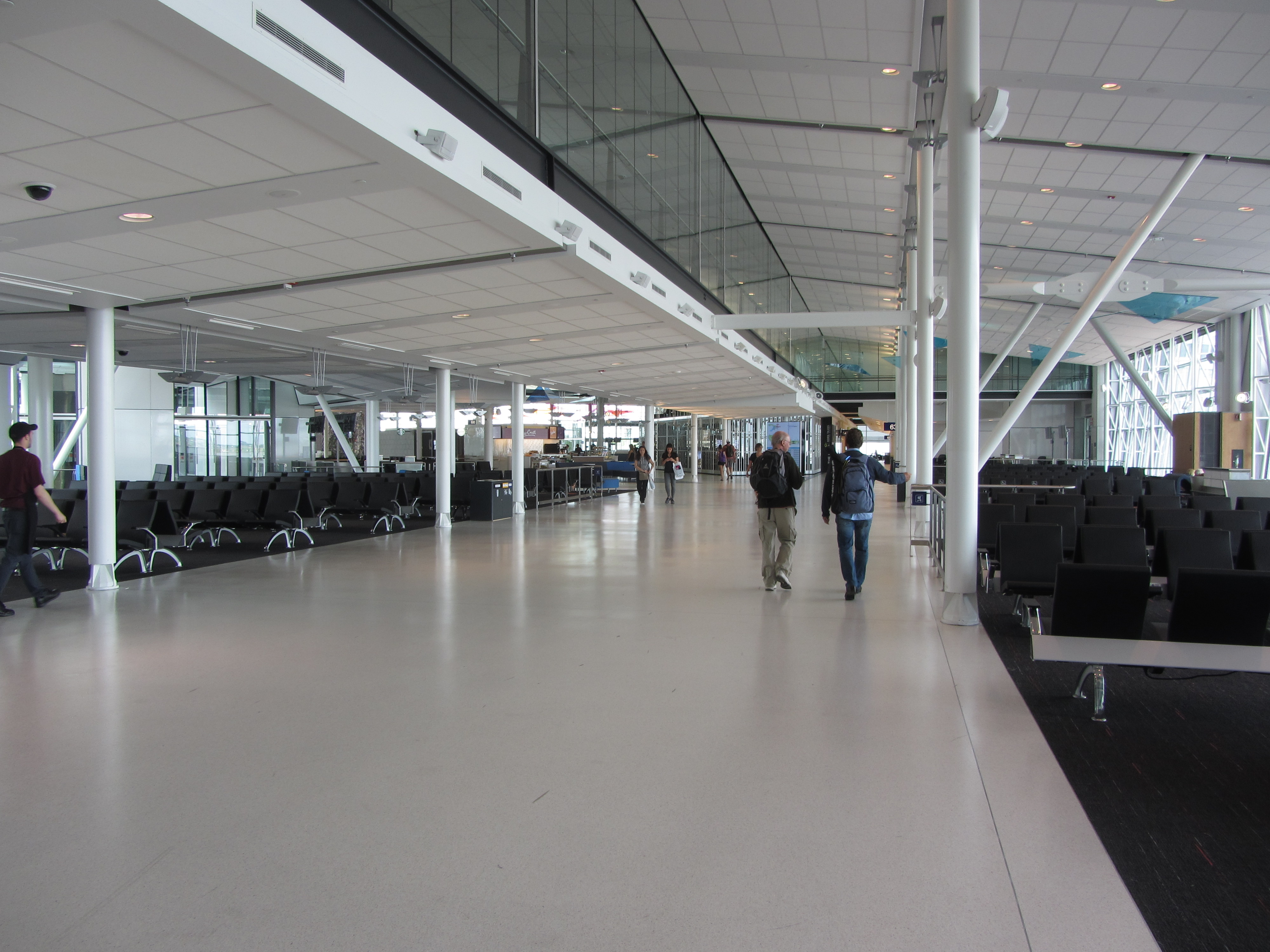
Sala internacional del aeropuerto.

La sala internacional, al que también se puede acceder a través del control de seguridad A, está dedicada a vuelos con destinos fuera de Canadá y Estados Unidos. Esta sala tiene 18 puertas: 50 a 53 y 55 a 68. Las puertas 53 y 62 son utilizadas exclusivamente para Vehículos de Transferencia de Pasajeros. En esta área, los viajeros pueden comprar, comer y relajarse con una amplia variedad de boutiques, restaurantes, cafeterías, instalaciones de spa y una de las tiendas libres de impuestos de aeropuerto más grandes de Canadá. En el otro extremo del embarcadero, hay un amplio espacio abierto con mucha luz natural a través de ventanales de piso a techo y un gran tragaluz en la azotea. La obra maestra de la sala es una obra de arte, llamada Velo de Vidrio, compuesta por triángulos de vidrio de diferentes colores iluminados por focos, creada por el artista local ATOMIC3. En esta sala también se encuentran varios murales y otras obras de arte, incluidos cuatro de varios museos de Montreal.
En la sala internacional hay una gran zona donde los pasajeros pueden relajarse antes de su vuelo. Los viajeros pueden descargar en su teléfono inteligente o lector electrónico el primer capítulo de cualquier libro disponible en la plataforma Lire vous transporte. Posteriormente, podrán optar por comprar el libro completo a través de la red wifi del aeropuerto. Se ha construido una zona de descanso cerca de la puerta 57 para poder leer estos libros en un ambiente tranquilo, con cojines y luces tenues. Hay más de 1000 sillas con estaciones de carga y puertos USB en toda la sala, así como tres estaciones de llenado de botellas de agua.

#### Sala transfronteriza

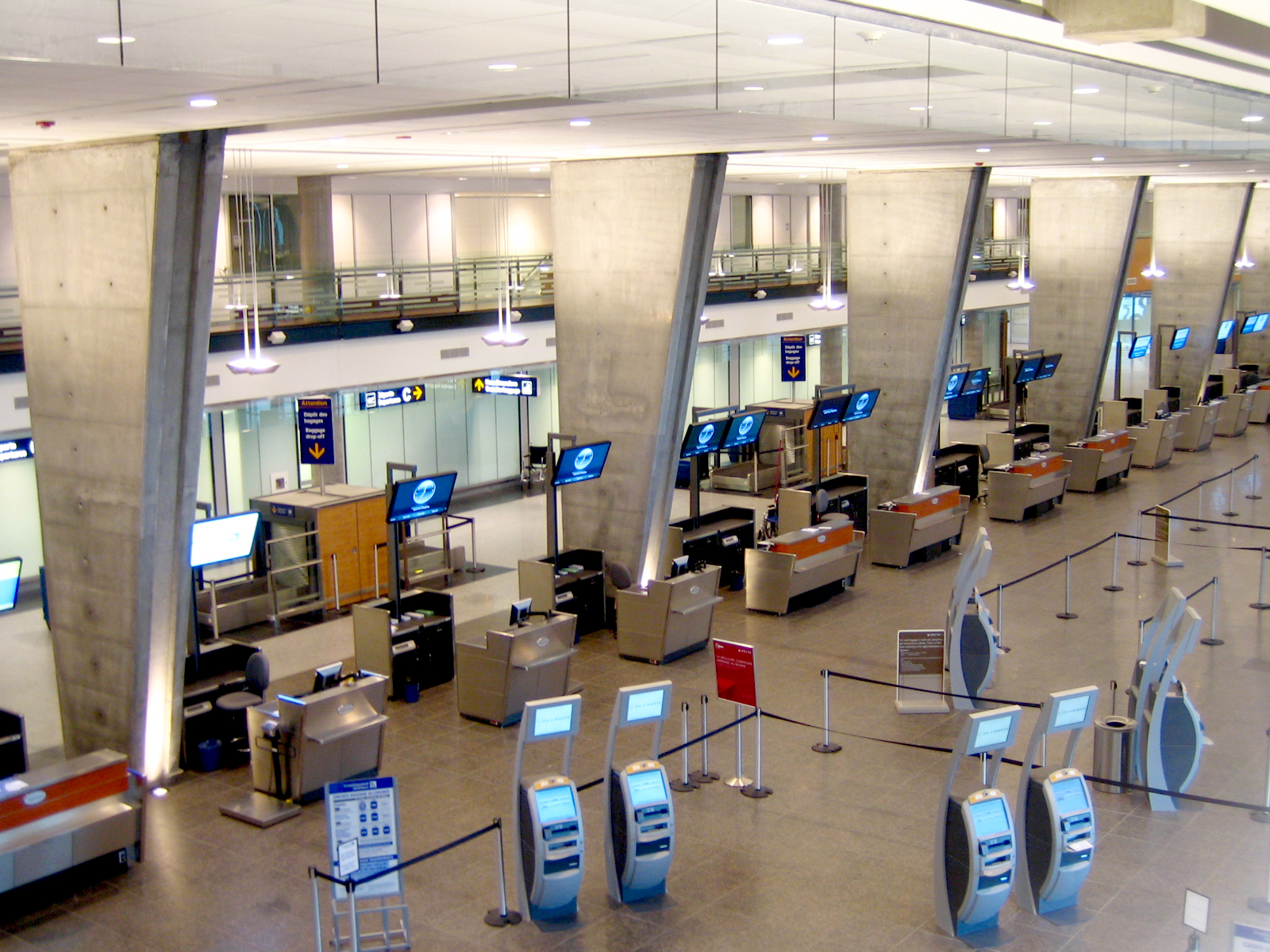
Sala transfronteriza del aeropuerto.

La sala transfronteriza está dedicada a todos los vuelos con destino a EE. UU. y tiene 18 puertas: 72 a 89. Para acceder a las puertas 87, 88 u 89, los pasajeros deben bajar un nivel mediante una escalera mecánica. Las puertas 56, 58 y 60 (parte del embarcadero internacional) también se pueden utilizar para vuelos con destino a EE. UU. Se pueden aislar de las otras puertas moviendo paredes de vidrio conocidas como puertas batientes. A diferencia de otras salas, la sala transfronteriza requiere que los pasajeros pasen por el punto de control de seguridad C y luego por la Oficina de Aduanas y Protección Fronteriza de Estados Unidos y, por último, por la tienda libre de impuestos antes de acceder a sus puertas. La zona de puertas contiene los mismos servicios que el resto del aeropuerto, como tiendas, restaurantes, zonas de descanso y cafeterías. Si es necesario, algunas puertas pueden aislarse para ofrecer puntos de control de seguridad adicionales si un avión vuela a una zona de riesgo potencial como Washington-National.

### Salas VIP
Dos importantes alianzas de aerolíneas (SkyTeam y Star Alliance) están presentes en Montreal-Trudeau y, por lo tanto, ambas mantienen salas VIP para pasajeros frecuentes dentro del aeropuerto. También hay tres salas VIP de "Pago" abiertas para uso de todos los pasajeros, independientemente de la aerolínea, el estatus de viajero frecuente o la clase de viaje.
- Air Canada Maple Leaf Lounge (Star Alliance)[9]
  - Nacional
  - Internacional
  - Transfronterizo
- Air France/KLM Lounge (SkyTeam)[10]
  - Internacional
- Desjardins Odyssey Lounge[11][12]
  - Internacional
- Desjardins Odyssey – Plaza Premium Lounge[13]
  - Transfronterizo
- National Bank Lounge[14]
  - Internacional

## Aerolíneas y destinos

### Pasajeros
| Aerolíneas                    | Destinos |
| ----------------------------- | --- |
| Aeroméxico                    | Ciudad de México |
| Air Algérie                   | Argel |
| Air Canada                    | Austin, Barcelona, Bogotá, Boston, Bruselas, Calgary, Casablanca, Chicago–O'Hare, Ciudad de México, Denver, Edmonton, Fort-de-France, Fort Lauderdale, Fráncfort, Ginebra, Halifax, Houston–Intercontinental, Kelowna, Las Vegas, Lisboa, Londres–Heathrow, Los Ángeles, Lyon, Madrid, Milán–Malpensa, Nasáu, Nueva Delhi, Ottawa, París–Charles de Gaulle, Pointe-à-Pitre, Providenciales, Roma–Fiumicino, San Francisco, San José (CR), São Paulo–Guarulhos, Tokio–Narita, Toronto–Pearson, Toulouse, Vancouver, Winnipeg Estacional: Ámsterdam, Argel, Atenas, Atlanta, Barbados, Cancún, Cartagena (inicia el 20 de diciembre de 2025), Ciudad de Guatemala (inicia el 2 de octubre de 2025), Copenhague, Cozumel, Curazao, Dallas/Fort Worth, Dublín, Edimburgo, Filadelfia, Ixtapa/Zihuatanejo, La Romana, Liberia (CR), Lima (reinicia el 6 de diciembre de 2025), Mineápolis/St. Paul, Montego Bay, Nápoles, Nueva York–LaGuardia, Niza, Oporto, Phoenix–Sky Harbor, Puerto Plata, Puerto Vallarta, Punta Cana, Reikiavik–Keflavík, Samaná, San Diego, San José del Cabo, San Luis, San Martín, Santiago de Chile (inicia el 16 de diciembre de 2025), Seattle/Tacoma, Seúl–Incheon, Tel Aviv, Tulum, Venecia, Victoria, West Palm Beach |
| Air Canada Express            | Atlanta, Bagotville, Bathurst, Boston, Chicago–O'Hare, Deer Lake, Filadelfia, Fredericton, Nashville, Newark, Nueva York–JFK, Nueva York–LaGuardia, Ottawa, Raleigh/Durham, Rouyn-Noranda, Saint John (NB), Sept-Îles, Sydney (NS), Toronto–Billy Bishop, Toronto–Pearson, Washington–Dulles, Washington–National Estacional: Charlottetown, Cincinnati, Dallas/Fort Worth, Detroit, Gander, Iles-de-la-Madeleine, Mineápolis/St. Paul, Moncton, Pittsburgh, Regina, Saskatoon, San Luis |
| Air Canada Rouge              | Bermudas, Cancún, Cayo Coco, Fort Lauderdale, Miami, Orlando, Phoenix–Sky Harbor, Punta Cana, Quebec, San Juan de Terranova, San Salvador (Bahamas), Tampa, Varadero Estacional: Charlottetown, Ciudad de Belice (inicia el 8 de diciembre de 2025), Las Vegas, Moncton, Samaná, San Juan |
| Air Creebec                   | Chibougamau, Chisasibi, Eastmain, Kuujjuarapik, Nemaska, Val-d'Or, Waskaganish, Wemindji |
| Air France                    | París–Charles de Gaulle Estacional: Pointe-à-Pitre |
| Air Inuit                     | Akulivik, Inukjuak, Ivujivik, Kuujjuaq, Kuujjuarapik, La Grande, Puvirnituq, Quebec, Salluit, Schefferville, Sept-Îles, Umiujaq |
| Air Saint-Pierre              | San Pedro |
| Air Transat                   | Cancún, Cayo Coco, Fort-de-France, Fort Lauderdale, Holguín, Liberia (CR), Lima, Lisboa, Lyon, Málaga, Marrakech, Marsella, Montego Bay, Nantes, Orlando, París–Charles de Gaulle, Puerto Plata, Puerto Príncipe, Punta Cana, Samaná, Santa Clara, Toronto–Pearson, Varadero Estacional: Acapulco, Atenas, Barcelona, Basilea/Mulhouse, Bruselas, Burdeos, Cartagena, Cozumel, Guadalajara (inicia el 13 de diciembre de 2025), La Romana, Londres–Gatwick, Madrid, Niza, Oporto, Pointe-à-Pitre, Puerto Vallarta, Quebec, Río Hato, Roma–Fiumicino, San José (CR), San Juan, San Martín, San Salvador, Toulouse, Tulum, Valencia, Venecia |
| American Airlines             | Charlotte, Dallas/Fort Worth, Miami |
| American Eagle                | Charlotte, Chicago–O'Hare, Filadelfia Estacional: Nueva York–LaGuardia |
| Arajet                        | Punta Cana |
| Austrian Airlines             | Viena |
| Avianca                       | Bogotá |
| Avianca El Salvador           | Estacional: San Salvador |
| Azores Airlines               | Ponta Delgada |
| BermudAir                     | Bermudas |
| British Airways               | Londres–Heathrow |
| Copa Airlines                 | Ciudad de Panamá–Tocumen |
| Delta Air Lines               | Atlanta |
| Delta Connection              | Detroit, Mineápolis/St. Paul, Nueva York–LaGuardia |
| Emirates                      | Dubái–International |
| French Bee                    | París–Orly |
| KLM                           | Ámsterdam |
| Lufthansa                     | Múnich Estacional: Fráncfort |
| PAL Airlines                  | Gaspé, Îles-de-la-Madeleine, Quebec, Sept-Îles, Val-d'Or, Wabush |
| Porter Airlines               | Calgary, Edmonton, Halifax, Newark, Toronto–Billy Bishop, Toronto–Pearson, Vancouver Estacional: Fort Lauderdale, Fort Myers |
| Qatar Airways                 | Doha |
| Royal Air Maroc               | Casablanca |
| Royal Jordanian               | Amán–Reina Alia |
| Sunrise Airways               | Cabo Haitiano (inicia el 1 de noviembre de 2025) |
| Swiss International Air Lines | Zúrich |
| TAP Air Portugal              | Lisboa |
| Tunisair                      | Túnez |
| Turkish Airlines              | Estambul |
| United Airlines               | Estacional: Chicago–O'Hare, San Francisco |
| United Express                | Chicago–O'Hare, Newark, Washington–Dulles |
| WestJet                       | Calgary, Cancún, Cayo Coco, Cayo Largo del Sur, Cienfuegos, Freeport, Holguín, Montego Bay, Puerto Plata, Punta Cana, Rio Hato, Santa Clara, Samaná (inicia el 11 de diciembre de 2025), San Martín, Toronto–Pearson, Varadero Estacional: Managua (inicia el 18 de diciembre de 2025), Roatán (inicia el 8 de diciembre de 2025), Vancouver, Winnipeg |

### Carga
| Aerolíneas       | Destinos                                       |
| ---------------- | ---------------------------------------------- |
| Air Canada Cargo | Atlanta, Chicago–O'Hare, Ciudad de México–AIFA |

### Destinos internacionales

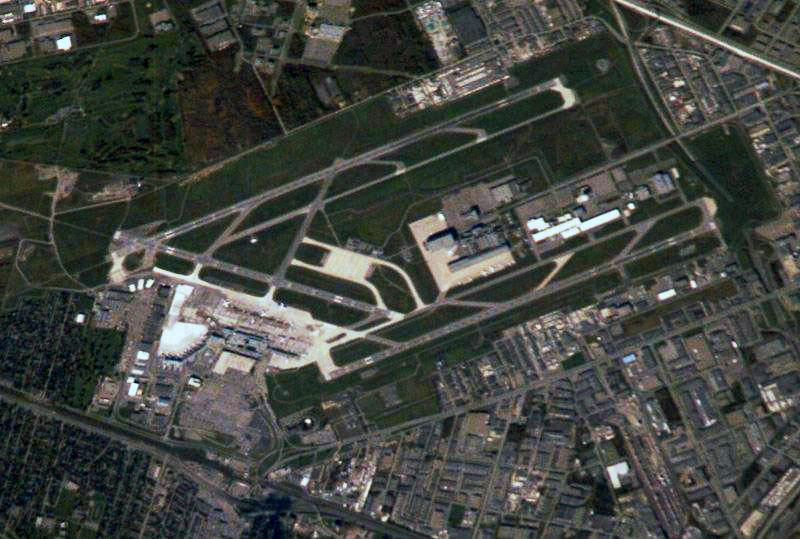
Vista aérea del aeropuerto en 2010.

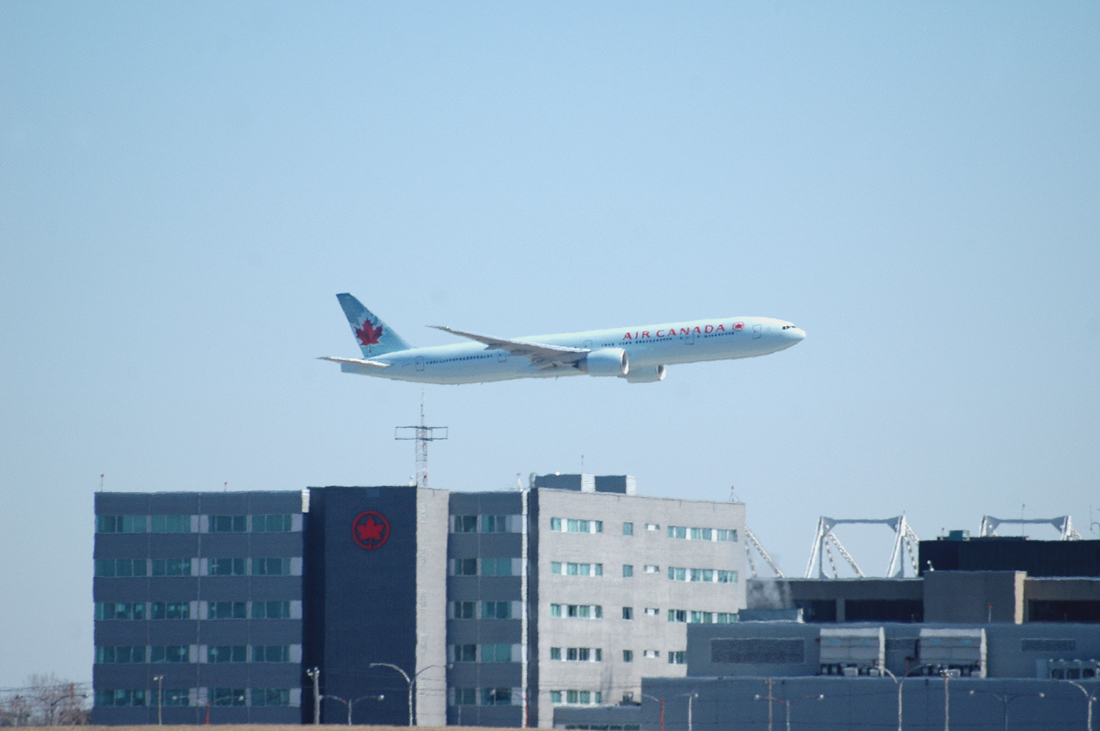
Un Boeing 777-300ER de Air Canada realizando un vuelo pasado, con la sede corporativa de Air Canada en el fondo.

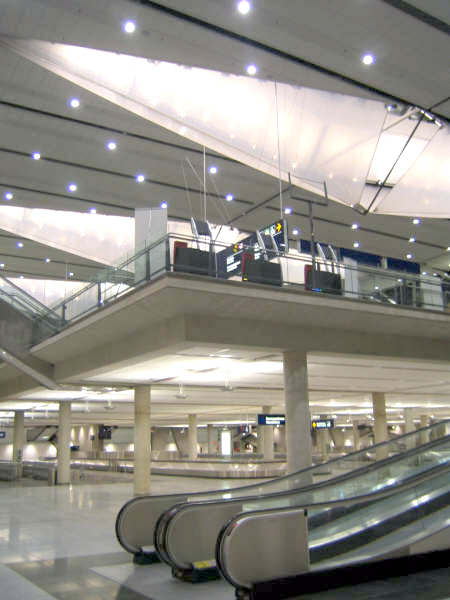
Sala de llegadas internacionales y reclamo de equipaje abierta en 2005.

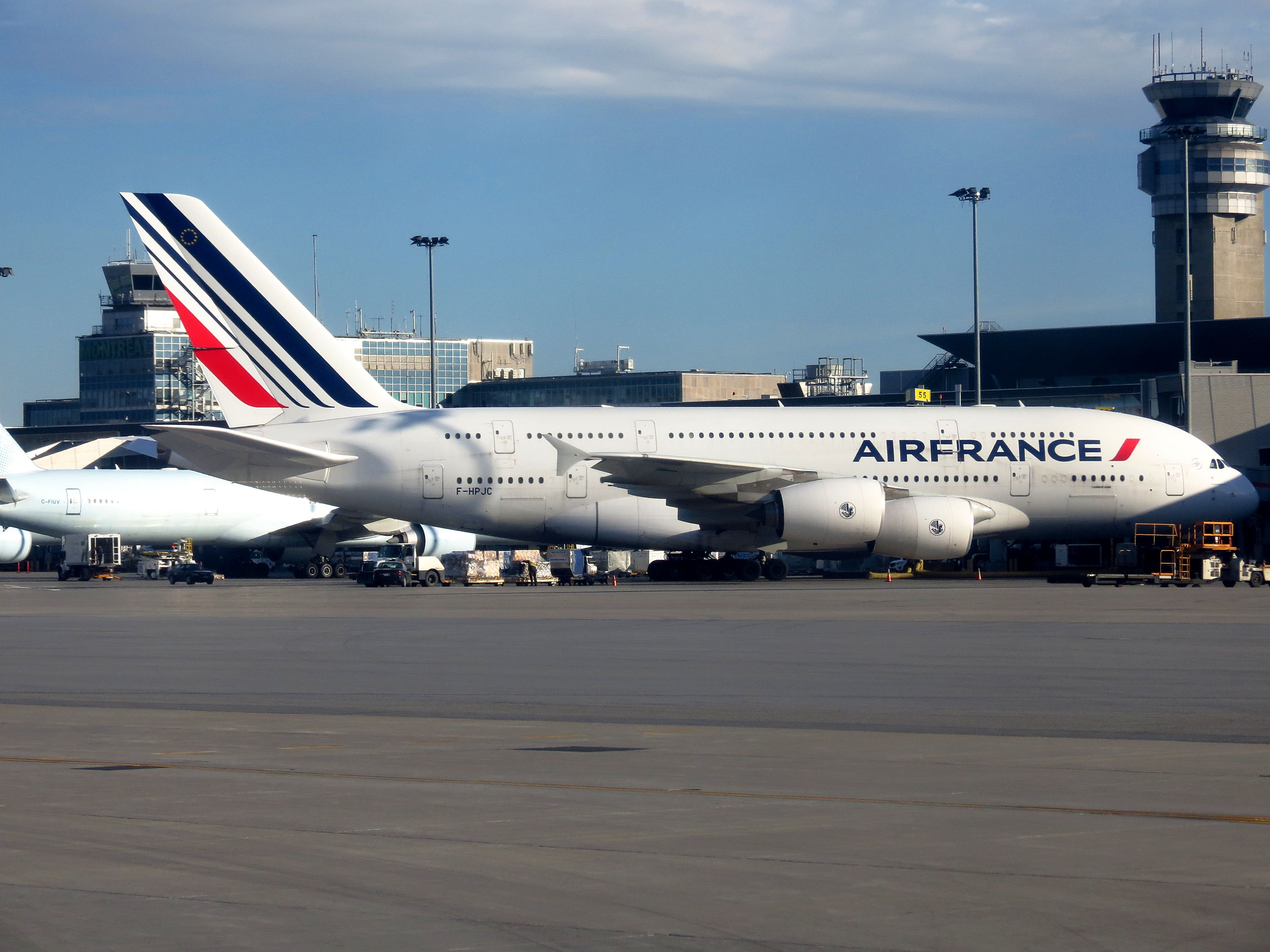
A380 de Air France en la puerta 55.

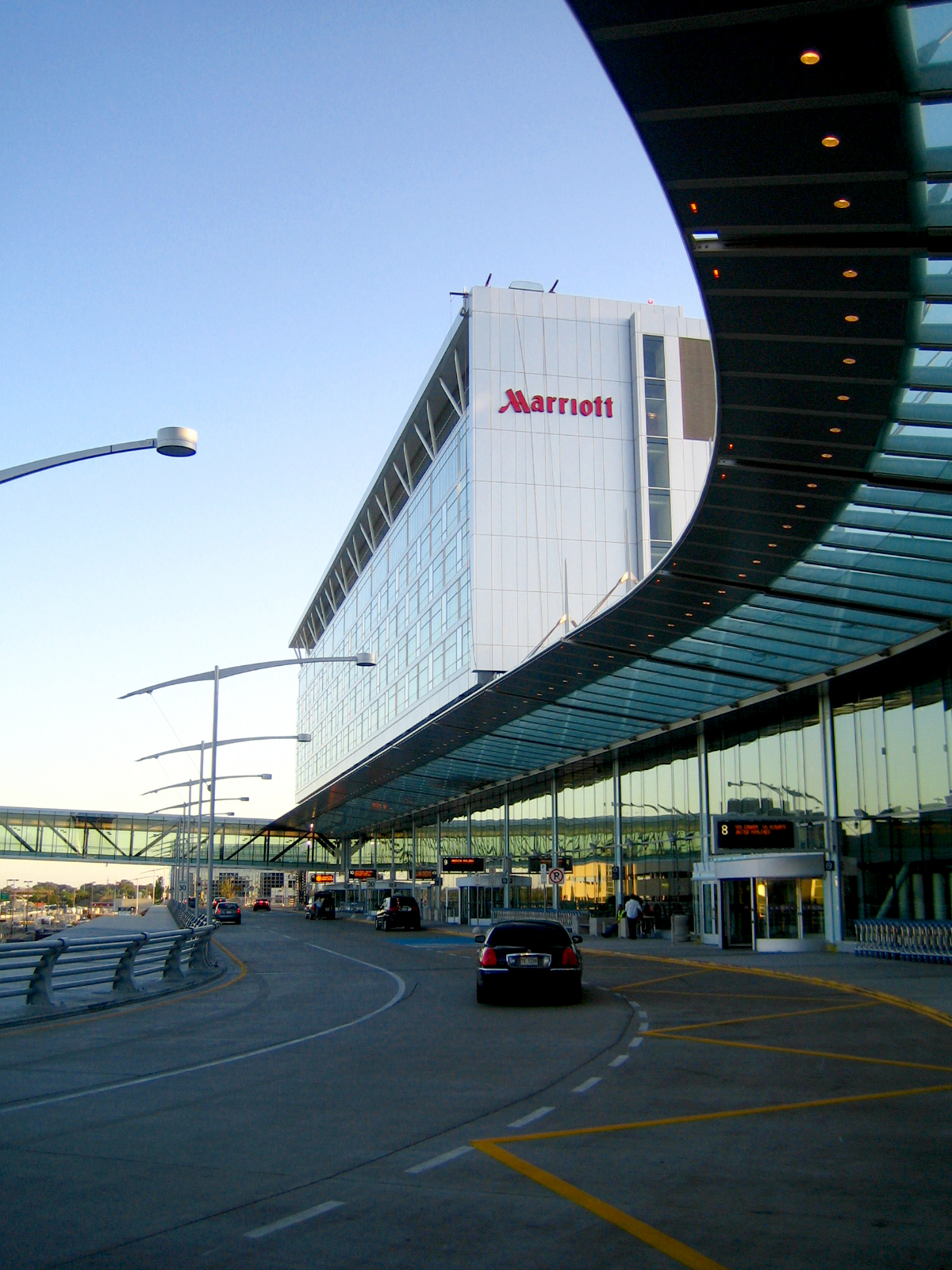
El nuevo hotel Marriott y el ala de salidas a Estados Unidos.

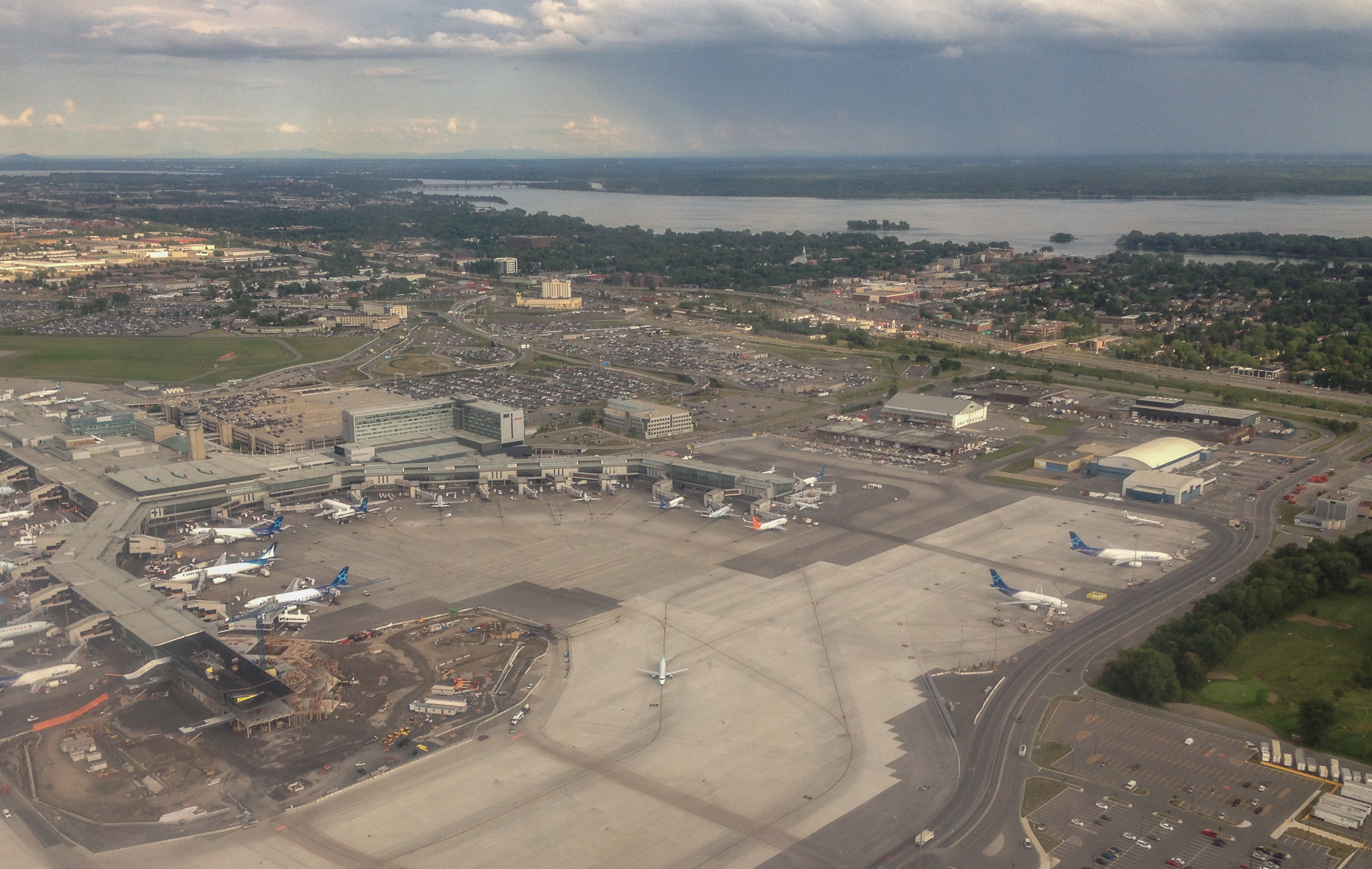
Vista general del aeropuerto con la expansión de la terminal internacional en construcción(2014)

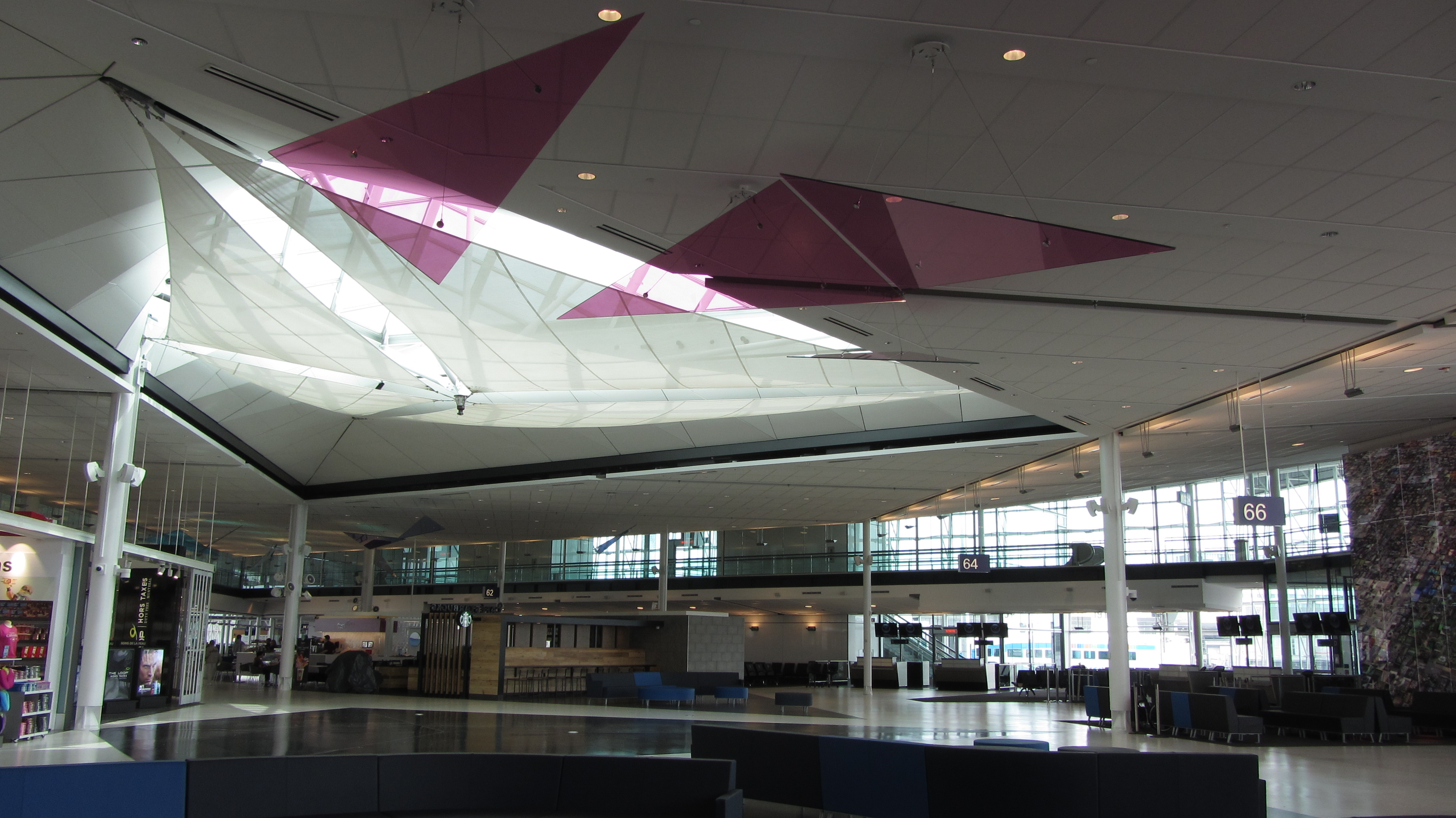
La nueva expansión de la terminal internacional.

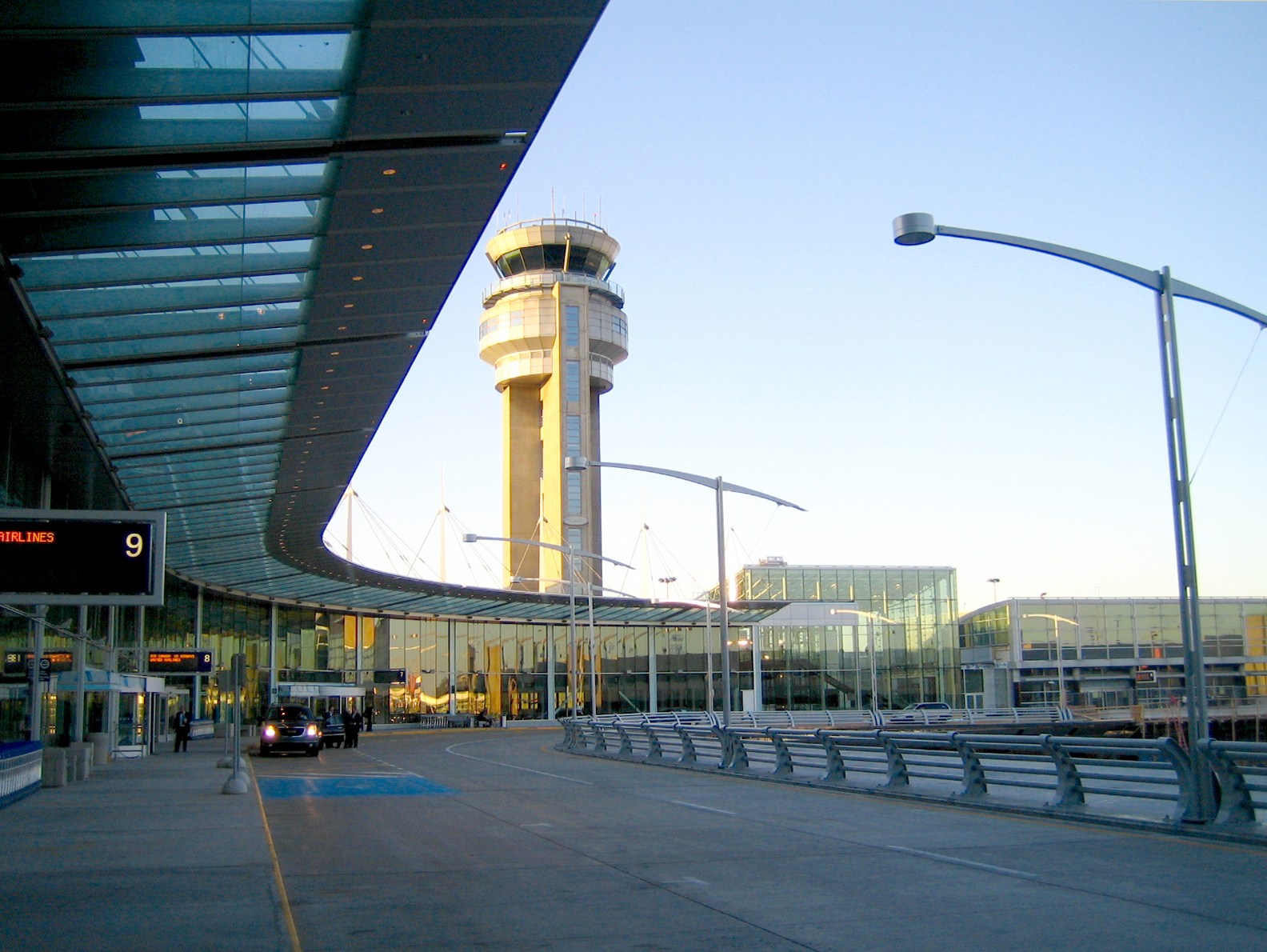
Sector de salidas hacia Estados Unidos y torre de control del aeropuerto.

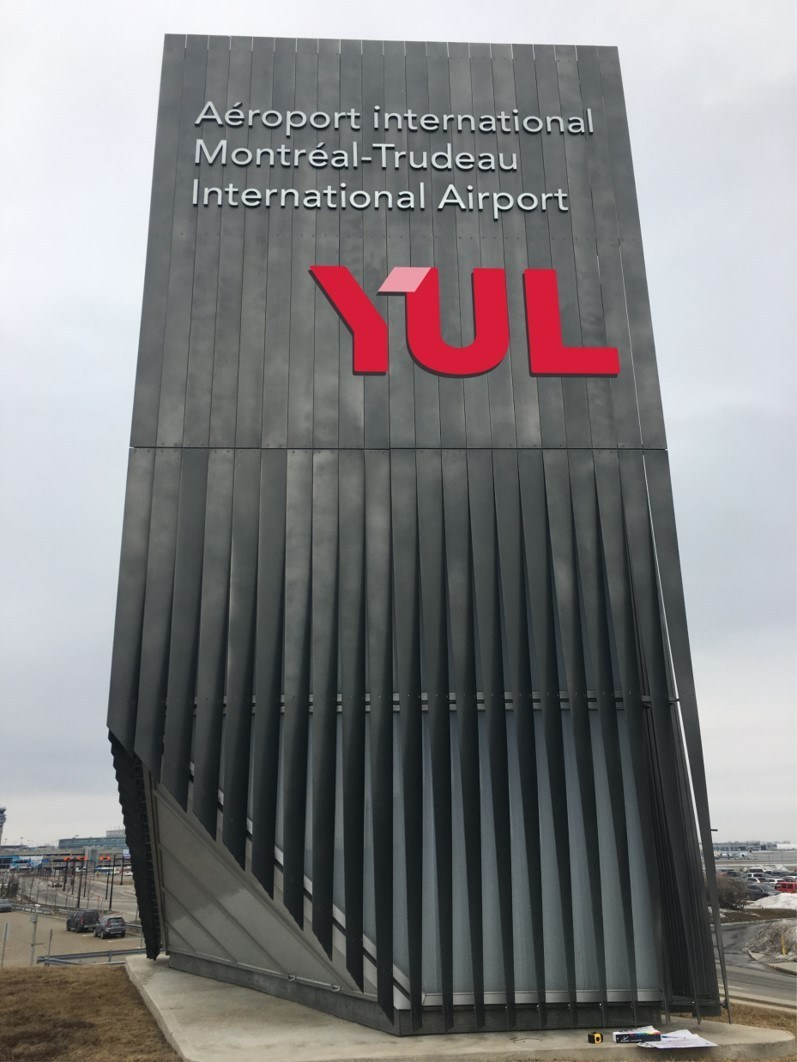
Logo del aeropuerto.

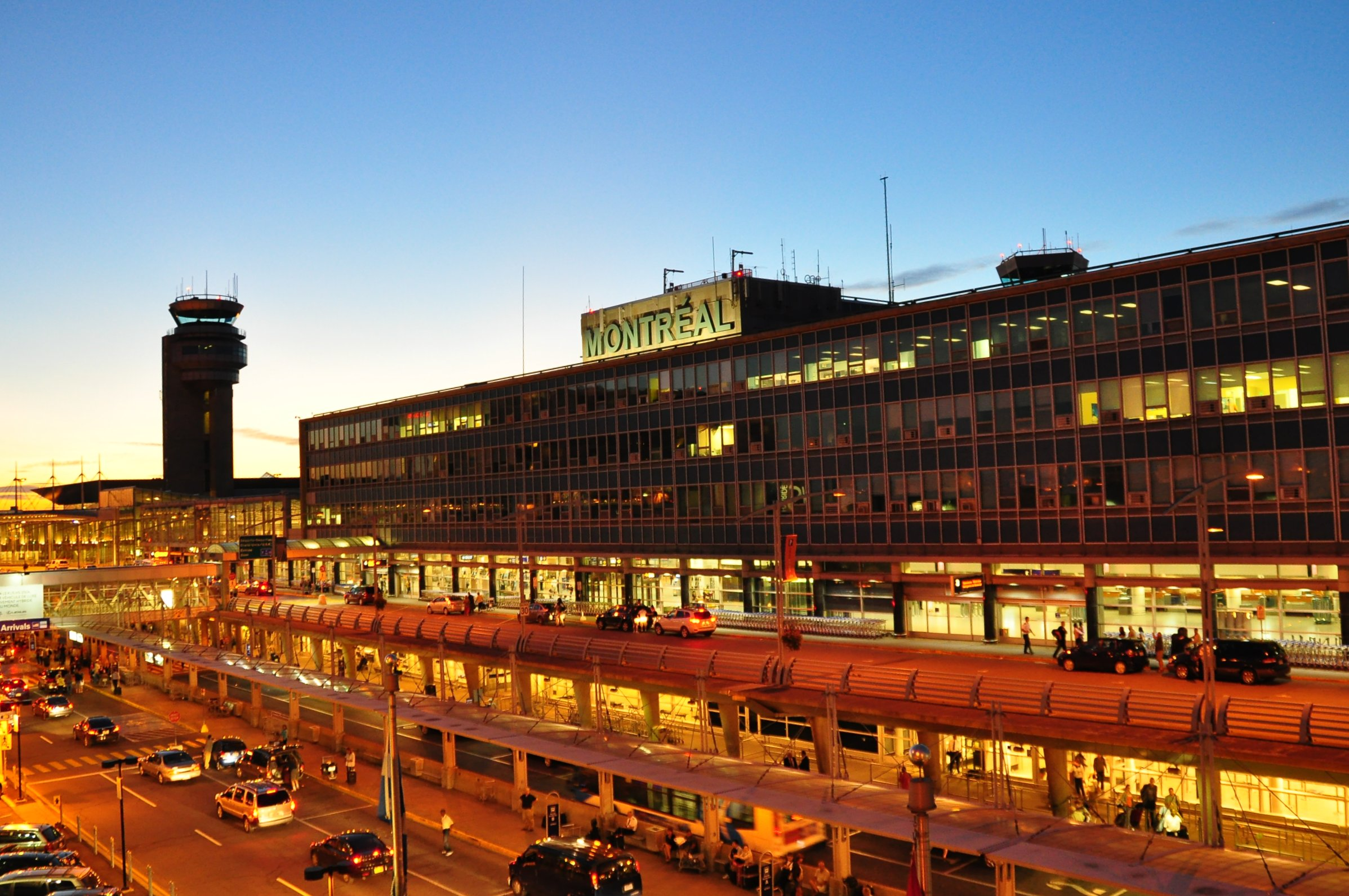
Fachada del aeropuerto.

| Ciudades por países       | Nombre del aeropuerto                                    | Aerolíneas |              |              |              |
| Norteamérica              | Norteamérica                                             | Norteamérica | Norteamérica | Norteamérica | Norteamérica |
| ------------------------- | -------------------------------------------------------- | --- | ------------ | ------------ | ------------ |
| Estados Unidos            |                                                          | |              |              |              |
| Atlanta                   | Aeropuerto Internacional Hartsfield-Jackson              | Air Canada (Estacional) / Air Canada Express / Delta Air Lines                                                      |              |              |              |
| Austin                    | Aeropuerto Internacional de Austin-Bergstrom             | Air Canada |              |              |              |
| Boston                    | Aeropuerto Internacional Logan                           | Air Canada / Air Canada Express                                                                                     |              |              |              |
| Charlotte                 | Aeropuerto Internacional de Charlotte-Douglas            | American Airlines / American Eagle                                                                                  |              |              |              |
| Chicago                   | Aeropuerto Internacional O'Hare                          | Air Canada / Air Canada Express / American Eagle / United Airlines (Estacional) / United Express                    |              |              |              |
| Cincinnati                | Aeropuerto Internacional de Cincinnati/Norte de Kentucky | Air Canada Express (Estacional)                                                                                     |              |              |              |
| Dallas                    | Aeropuerto Internacional de Dallas-Fort Worth            | Air Canada (Estacional) / Air Canada Express (Estacional) / American Airlines                                       |              |              |              |
| Denver                    | Aeropuerto Internacional de Denver                       | Air Canada |              |              |              |
| Detroit                   | Aeropuerto Internacional de Detroit                      | Air Canada Express (Estacional) / Delta Connection                                                                  |              |              |              |
| Filadelfia                | Aeropuerto Internacional de Filadelfia                   | Air Canada (Estacional) / Air Canada Express / American Eagle                                                       |              |              |              |
| Fort Lauderdale           | Aeropuerto Internacional de Fort Lauderdale-Hollywood    | Air Canada / Air Canada Rouge / Air Transat / Porter Airlines (Estacional)                                          |              |              |              |
| Fort Myers                | Aeropuerto Internacional de Florida Suroccidental        | Porter Airlines (Estacional)                                                                                        |              |              |              |
| Houston                   | Aeropuerto Intercontinental George Bush                  | Air Canada |              |              |              |
| Las Vegas                 | Aeropuerto Internacional Harry Reid                      | Air Canada / Air Canada Rouge (Estacional)                                                                          |              |              |              |
| Los Ángeles               | Aeropuerto Internacional de Los Ángeles                  | Air Canada |              |              |              |
| Miami                     | Aeropuerto Internacional de Miami                        | Air Canada Rouge / American Airlines                                                                                |              |              |              |
| Mineápolis                | Aeropuerto Internacional de Mineápolis-Saint Paul        | Air Canada (Estacional) / Air Canada Express (Estacional) / Delta Connection                                        |              |              |              |
| Nashville                 | Aeropuerto Internacional de Nashville                    | Air Canada Express                                                                                                  |              |              |              |
| Newark                    | Aeropuerto Internacional Libertad de Newark              | Air Canada Express / Porter Airlines / United Express                                                               |              |              |              |
| Nueva York                | Aeropuerto LaGuardia                                     | Air Canada (Estacional) / Air Canada Express / American Eagle (Estacional) / Delta Connection                       |              |              |              |
| Nueva York                | Aeropuerto Internacional John F. Kennedy                 | Air Canada Express                                                                                                  |              |              |              |
| Orlando                   | Aeropuerto Internacional de Orlando                      | Air Canada Rouge / Air Transat                                                                                      |              |              |              |
| Phoenix                   | Aeropuerto Internacional de Phoenix-Sky Harbor           | Air Canada (Estacional) / Air Canada Rouge                                                                          |              |              |              |
| Pittsburgh                | Aeropuerto Internacional de Pittsburgh                   | Air Canada Express (Estacional)                                                                                     |              |              |              |
| Raleigh                   | Aeropuerto Internacional de Raleigh-Durham               | Air Canada Express                                                                                                  |              |              |              |
| San Diego                 | Aeropuerto Internacional de San Diego                    | Air Canada (Estacional)                                                                                             |              |              |              |
| San Francisco             | Aeropuerto Internacional de San Francisco                | Air Canada / United Airlines (Estacional)                                                                           |              |              |              |
| San Luis                  | Aeropuerto Internacional Lambert                         | Air Canada (Estacional) / Air Canada Express (Estacional)                                                           |              |              |              |
| Seattle                   | Aeropuerto Internacional de Seattle-Tacoma               | Air Canada (Estacional)                                                                                             |              |              |              |
| Tampa                     | Aeropuerto Internacional de Tampa                        | Air Canada Rouge |              |              |              |
| Washington D. C.          | Aeropuerto Internacional de Washington-Dulles            | Air Canada Express / United Express                                                                                 |              |              |              |
| Washington D. C.          | Aeropuerto Nacional Ronald Reagan de Washington          | Air Canada Express                                                                                                  |              |              |              |
| West Palm Beach           | Aeropuerto Internacional de Palm Beach                   | Air Canada (Estacional)                                                                                             |              |              |              |
| México                    |                                                          | |              |              |              |
| Acapulco                  | Aeropuerto Internacional de Acapulco                     | Air Transat (Estacional)                                                                                            |              |              |              |
| Cancún                    | Aeropuerto Internacional de Cancún                       | Air Canada (Estacional) / Air Canada Rouge / Air Transat / WestJet                                                  |              |              |              |
| Ciudad de México          | Aeropuerto Internacional de la Ciudad de México          | Aeroméxico / Air Canada                                                                                             |              |              |              |
| Cozumel                   | Aeropuerto Internacional de Cozumel                      | Air Canada (Estacional) / Air Transat (Estacional)                                                                  |              |              |              |
| Guadalajara               | Aeropuerto Internacional de Guadalajara                  | Air Transat (Estacional) (inicia el 13 de diciembre de 2025)                                                        |              |              |              |
| Ixtapa Zihuatanejo        | Aeropuerto Internacional de Ixtapa-Zihuatanejo           | Air Canada (Estacional)                                                                                             |              |              |              |
| Puerto Vallarta           | Aeropuerto Internacional de Puerto Vallarta              | Air Canada Rouge (Estacional) / Air Transat (Estacional)                                                            |              |              |              |
| San José del Cabo         | Aeropuerto Internacional de Los Cabos                    | Air Canada (Estacional)                                                                                             |              |              |              |
| Tulum                     | Aeropuerto Internacional de Tulum                        | Air Canada (Estacional) / Air Transat (Estacional)                                                                  |              |              |              |
| San Pedro y Miquelón      |                                                          | |              |              |              |
| San Pedro                 | Aeropuerto de Saint-Pierre Pointe-Blanche                | Air Saint-Pierre |              |              |              |
| Centroamérica y El Caribe |                                                          | |              |              |              |
| Bahamas                   |                                                          | |              |              |              |
| Freeport                  | Aeropuerto Internacional de Grand Bahama                 | WestJet |              |              |              |
| Nasáu                     | Aeropuerto Internacional Lynden Pindling                 | Air Canada |              |              |              |
| San Salvador              | Aeropuerto de San Salvador                               | Air Canada Rouge |              |              |              |
| Barbados                  |                                                          | |              |              |              |
| Barbados                  | Aeropuerto Internacional Grantley Adams                  | Air Canada (Estacional)                                                                                             |              |              |              |
| Belice                    |                                                          | |              |              |              |
| Ciudad de Belice          | Aeropuerto Internacional Philip S. W. Goldson            | Air Canada Rouge (Estacional) (inicia el 8 de diciembre de 2025)                                                    |              |              |              |
| Bermudas                  |                                                          | |              |              |              |
| Hamilton                  | Aeropuerto Internacional L.F. Wade                       | Air Canada Rouge / BermudAir                                                                                        |              |              |              |
| Costa Rica                |                                                          | |              |              |              |
| Liberia                   | Aeropuerto de Guanacaste                                 | Air Canada (Estacional) / Air Transat                                                                               |              |              |              |
| San José                  | Aeropuerto Internacional Juan Santamaría                 | Air Canada / Air Transat (Estacional)                                                                               |              |              |              |
| Cuba                      |                                                          | |              |              |              |
| Cayo Coco                 | Aeropuerto Internacional de Jardines del Rey             | Air Canada Rouge / Air Transat / WestJet                                                                            |              |              |              |
| Cayo Largo del Sur        | Aeropuerto Internacional Vilo Acuña                      | WestJet |              |              |              |
| Cienfuegos                | Aeropuerto Internacional Jaime González                  | WestJet |              |              |              |
| Holguín                   | Aeropuerto Internacional Frank País                      | Air Transat / WestJet                                                                                               |              |              |              |
| Santa Clara               | Aeropuerto Internacional Abel Santamaría                 | Air Transat / WestJet                                                                                               |              |              |              |
| Varadero                  | Aeropuerto Juan Gualberto Gómez                          | Air Canada Rouge / Air Transat / WestJet                                                                            |              |              |              |
| Curazao                   |                                                          | |              |              |              |
| Curazao                   | Aeropuerto Internacional Hato                            | Air Canada (Estacional)                                                                                             |              |              |              |
| El Salvador               |                                                          | |              |              |              |
| San Salvador              | Aeropuerto Internacional de El Salvador                  | Air Transat (Estacional) / Avianca El Salvador (Estacional)                                                         |              |              |              |
| Guadalupe                 |                                                          | |              |              |              |
| Pointe-à-Pitre            | Aeropuerto Internacional de Pointe-à-Pitre               | Air Canada / Air France (Estacional) / Air Transat (Estacional)                                                     |              |              |              |
| Guatemala                 |                                                          | |              |              |              |
| Ciudad de Guatemala       | Aeropuerto Internacional La Aurora                       | Air Canada (Estacional) (inicia el 2 de octubre de 2025)                                                            |              |              |              |
| Haití                     |                                                          | |              |              |              |
| Cabo Haitiano             | Aeropuerto Internacional de Cabo Haitiano                | Sunrise Airways (inicia el 1 de noviembre de 2025)                                                                  |              |              |              |
| Puerto Príncipe           | Aeropuerto Internacional de Puerto Príncipe              | Air Transat |              |              |              |
| Honduras                  |                                                          | |              |              |              |
| Roatán                    | Aeropuerto Internacional Juan Manuel Gálvez              | WestJet (Estacional) (inicia el 8 de diciembre de 2025)                                                             |              |              |              |
| Islas Turcas y Caicos     |                                                          | |              |              |              |
| Providenciales            | Aeropuerto Internacional de Providenciales               | Air Canada |              |              |              |
| Jamaica                   |                                                          | |              |              |              |
| Montego Bay               | Aeropuerto Internacional Sir Donald Sangster             | Air Canada (Estacional) / Air Transat / WestJet                                                                     |              |              |              |
| Martinica                 |                                                          | |              |              |              |
| Fort-de-France            | Aeropuerto Internacional de Martinica Aimé Césaire       | Air Canada / Air Transat                                                                                            |              |              |              |
| Nicaragua                 |                                                          | |              |              |              |
| Managua                   | Aeropuerto Internacional Augusto C. Sandino              | WestJet (Estacional) (inicia el 18 de diciembre de 2025)                                                            |              |              |              |
| Panamá                    |                                                          | |              |              |              |
| Ciudad de Panamá          | Aeropuerto Internacional de Tocumen                      | Copa Airlines |              |              |              |
| Río Hato                  | Aeropuerto Internacional Scarlett Martínez               | Air Transat (Estacional) / WestJet                                                                                  |              |              |              |
| Puerto Rico               |                                                          | |              |              |              |
| San Juan                  | Aeropuerto Internacional Luis Muñoz Marín                | Air Canada Rouge (Estacional) / Air Transat (Estacional)                                                            |              |              |              |
| República Dominicana      |                                                          | |              |              |              |
| La Romana                 | Aeropuerto Internacional de La Romana                    | Air Canada (Estacional) / Air Transat (Estacional)                                                                  |              |              |              |
| Puerto Plata              | Aeropuerto Internacional Gregorio Luperón                | Air Canada (Estacional) / Air Transat / WestJet                                                                     |              |              |              |
| Punta Cana                | Aeropuerto Internacional de Punta Cana                   | Air Canada (Estacional) / Air Canada Rouge / Air Transat / Arajet / WestJet                                         |              |              |              |
| Samaná                    | Aeropuerto Internacional Presidente Juan Bosch           | Air Canada (Estacional) / Air Canada Rouge (Estacional) / Air Transat / WestJet (inicia el 11 de diciembre de 2025) |              |              |              |
| San Martín                |                                                          | |              |              |              |
| San Martín                | Aeropuerto Internacional Princesa Juliana                | Air Canada (Estacional) / Air Transat (Estacional) / WestJet                                                        |              |              |              |
| Sudamérica                |                                                          | |              |              |              |
| Brasil                    |                                                          | |              |              |              |
| São Paulo                 | Aeropuerto Internacional de São Paulo-Guarulhos          | Air Canada |              |              |              |
| Chile                     |                                                          | |              |              |              |
| Santiago de Chile         | Aeropuerto Internacional Arturo Merino Benítez           | Air Canada (Estacional) (inicia el 16 de diciembre de 2025)                                                         |              |              |              |
| Colombia                  |                                                          | |              |              |              |
| Bogotá                    | Aeropuerto Internacional El Dorado                       | Air Canada / Avianca                                                                                                |              |              |              |
| Cartagena                 | Aeropuerto Internacional Rafael Núñez                    | Air Canada (Estacional) (inicia el 20 de diciembre de 2025) / Air Transat (Estacional)                              |              |              |              |
| Perú                      |                                                          | |              |              |              |
| Lima                      | Aeropuerto Internacional Jorge Chávez                    | Air Canada (Estacional) (reinicia el 6 de diciembre de 2025) / Air Transat                                          |              |              |              |
| Europa                    |                                                          | |              |              |              |
| Alemania                  |                                                          | |              |              |              |
| Fráncfort                 | Aeropuerto de Fráncfort del Meno                         | Air Canada / Lufthansa (Estacional)                                                                                 |              |              |              |
| Múnich                    | Aeropuerto Internacional de Múnich-Franz Josef Strauss   | Lufthansa |              |              |              |
| Austria                   |                                                          | |              |              |              |
| Viena                     | Aeropuerto de Viena-Schwechat                            | Austrian Airlines                                                                                                   |              |              |              |
| Bélgica                   |                                                          | |              |              |              |
| Bruselas                  | Aeropuerto de Bruselas                                   | Air Canada / Air Transat (Estacional)                                                                               |              |              |              |
| Dinamarca                 |                                                          | |              |              |              |
| Copenhague                | Aeropuerto de Copenhague-Kastrup                         | Air Canada (Estacional)                                                                                             |              |              |              |
| España                    |                                                          | |              |              |              |
| Barcelona                 | Aeropuerto Josep Tarradellas Barcelona-El Prat           | Air Canada / Air Transat (Estacional)                                                                               |              |              |              |
| Madrid                    | Aeropuerto Adolfo Suárez Madrid-Barajas                  | Air Canada / Air Transat (Estacional)                                                                               |              |              |              |
| Málaga                    | Aeropuerto de Málaga-Costa del Sol                       | Air Transat |              |              |              |
| Valencia                  | Aeropuerto de Valencia                                   | Air Transat (Estacional)                                                                                            |              |              |              |
| Francia                   |                                                          | |              |              |              |
| Burdeos                   | Aeropuerto de Burdeos-Mérignac                           | Air Transat (Estacional)                                                                                            |              |              |              |
| Lyon                      | Aeropuerto de Lyon-Saint Exupéry                         | Air Canada / Air Transat                                                                                            |              |              |              |
| Marsella                  | Aeropuerto de Marsella-Provenza                          | Air Transat |              |              |              |
| Nantes                    | Aeropuerto de Nantes Atlantique                          | Air Transat |              |              |              |
| Niza                      | Aeropuerto Internacional de Niza-Costa Azul              | Air Canada (Estacional) / Air Transat (Estacional)                                                                  |              |              |              |
| París                     | Aeropuerto de París-Charles de Gaulle                    | Air Canada / Air France / Air Transat                                                                               |              |              |              |
| París                     | Aeropuerto de París-Orly                                 | French Bee |              |              |              |
| Toulouse                  | Aeropuerto de Toulouse-Blagnac                           | Air Canada / Air Transat (Estacional)                                                                               |              |              |              |
| Grecia                    |                                                          | |              |              |              |
| Atenas                    | Aeropuerto Internacional Eleftherios Venizelos           | Air Canada (Estacional) / Air Transat (Estacional)                                                                  |              |              |              |
| Irlanda                   |                                                          | |              |              |              |
| Dublín                    | Aeropuerto de Dublín                                     | Air Canada (Estacional)                                                                                             |              |              |              |
| Islandia                  |                                                          | |              |              |              |
| Reikiavik                 | Aeropuerto Internacional de Keflavík                     | Air Canada (Estacional)                                                                                             |              |              |              |
| Italia                    |                                                          | |              |              |              |
| Milán                     | Aeropuerto de Milán-Malpensa                             | Air Canada |              |              |              |
| Nápoles                   | Aeropuerto de Nápoles-Capodichino                        | Air Canada (Estacional)                                                                                             |              |              |              |
| Roma                      | Aeropuerto de Roma-Fiumicino                             | Air Canada / Air Transat (Estacional)                                                                               |              |              |              |
| Venecia                   | Aeropuerto Internacional Marco Polo                      | Air Canada (Estacional) / Air Transat (Estacional)                                                                  |              |              |              |
| Países Bajos              |                                                          | |              |              |              |
| Ámsterdam                 | Aeropuerto de Ámsterdam-Schiphol                         | Air Canada (Estacional) / KLM                                                                                       |              |              |              |
| Portugal                  |                                                          | |              |              |              |
| Lisboa                    | Aeropuerto de Lisboa                                     | Air Canada (Estacional) / Air Transat / TAP Air Portugal                                                            |              |              |              |
| Oporto                    | Aeropuerto de Oporto-Francisco Sá Carneiro               | Air Canada (Estacional) / Air Transat (Estacional)                                                                  |              |              |              |
| Ponta Delgada             | Aeropuerto Juan Pablo II                                 | Azores Airlines |              |              |              |
| Reino Unido               |                                                          | |              |              |              |
| Edimburgo                 | Aeropuerto de Edimburgo                                  | Air Canada (Estacional)                                                                                             |              |              |              |
| Londres                   | Aeropuerto de Londres-Heathrow                           | Air Canada / British Airways                                                                                        |              |              |              |
| Londres                   | Aeropuerto de Londres-Gatwick                            | Air Transat (Estacional)                                                                                            |              |              |              |
| Suiza                     |                                                          | |              |              |              |
| Basilea                   | Aeropuerto de Basilea-Mulhouse-Friburgo                  | Air Transat (Estacional)                                                                                            |              |              |              |
| Ginebra                   | Aeropuerto Internacional de Ginebra                      | Air Canada |              |              |              |
| Zúrich                    | Aeropuerto Internacional de Zúrich                       | Swiss International Airlines                                                                                        |              |              |              |
| Turquía                   |                                                          | |              |              |              |
| Estambul                  | Aeropuerto de Estambul                                   | Turkish Airlines |              |              |              |
| África                    |                                                          | |              |              |              |
| Argelia                   |                                                          | |              |              |              |
| Argel                     | Aeropuerto Internacional Houari Boumedienne              | Air Algérie / Air Canada (Estacional)                                                                               |              |              |              |
| Túnez                     |                                                          | |              |              |              |
| Túnez                     | Aeropuerto Internacional de Túnez-Cartago                | Tunisair |              |              |              |
| Marruecos                 |                                                          | |              |              |              |
| Casablanca                | Aeropuerto Internacional Mohammed V                      | Air Canada / Royal Air Maroc                                                                                        |              |              |              |
| Marrakech                 | Aeropuerto de Marrakech-Menara                           | Air Transat |              |              |              |
| Asia                      |                                                          | |              |              |              |
| Catar                     |                                                          | |              |              |              |
| Doha                      | Aeropuerto Internacional Hamad                           | Qatar Airways |              |              |              |
| Corea del Sur             |                                                          | |              |              |              |
| Seúl                      | Aeropuerto Internacional de Incheon                      | Air Canada (Estacional)                                                                                             |              |              |              |
| EAU                       |                                                          | |              |              |              |
| Dubái                     | Aeropuerto Internacional de Dubái                        | Emirates |              |              |              |
| India                     |                                                          | |              |              |              |
| Nueva Delhi               | Aeropuerto Internacional Indira Gandhi                   | Air Canada |              |              |              |
| Israel                    |                                                          | |              |              |              |
| Tel Aviv                  | Aeropuerto Internacional Ben Gurión                      | Air Canada (Estacional)                                                                                             |              |              |              |
| Japón                     |                                                          | |              |              |              |
| Tokio                     | Aeropuerto Internacional de Narita                       | Air Canada |              |              |              |
| Jordania                  |                                                          | |              |              |              |
| Amán                      | Aeropuerto Internacional de la Reina Alia                | Royal Jordanian |              |              |              |

## Estadísticas

### Tráfico anual
| Año  | Pasajeros totales | % cambio | Nacionales | % cambio | Internacional | % cambio | Transbordos | % cambio |
| ---- | ----------------- | -------- | ---------- | -------- | ------------- | -------- | ----------- | -------- |
| 2024 | 22,400,099        | 5.8%     | 6,603,647  | 0.2%     | 10,595,413    | 7.6%     | 5,201,039   | 9.9%     |
| 2023 | 21,145,714        | 32.3%    | 6,591,175  | 21.8%    | 9,829,216     | 38.4%    | 4,725,323   | 36.3%    |
| 2022 | 15,973,242        | 207.1%   | 5,422,855  | 122.0%   | 7,083,870     | 272.2%   | 3,466,517   | 305.1%   |
| 2021 | 5,201,751         | 4.3%     | 2,442,801  | 21.6%    | 1,903,257     | 20.2%    | 855,693     | 17.8%    |
| 2020 | 5,437,210         | 73.2%    | 2,009,014  | 72.1%    | 2,386,734     | 72.2%    | 1,041,462   | 76.9%    |
| 2019 | 20,305,106        | 4.5%     | 7,192,116  | 0.6%     | 8,595,100     | 9.3%     | 4,517,890   | 2.3%     |
| 2018 | 19,428,143        | 7.0%     | 7,145,771  | 3.3%     | 7,866,203     | 10.2%    | 4,416,169   | 7.5%     |
| 2017 | 18,160,223        | 9.5%     | 6,916,725  | 7.5%     | 7,135,975     | 13.5%    | 4,107,523   | 6.2%     |
| 2016 | 16,589,067        | 6.9%     | 6,431,691  | 9.5%     | 6,288,860     | 6.0%     | 3,868,516   | 4.3%     |
| 2015 | 15,517,382        | 4.6%     | 5,874,944  | 3.0%     | 5,933,290     | 6.7%     | 3,709,148   | 3.8%     |
| 2014 | 14,840,067        | 5.3%     | 5,705,140  | 5.5%     | 5,561,286     | 4.9%     | 3,573,641   | 5.6%     |
| 2013 | 14,095,272        | 2.1%     | 5,408,528  | 1.4%     | 5,302,692     | 1.1%     | 3,384,052   | 4.7%     |
| 2012 | 13,809,820        | 1.0%     | 5,333,749  | 2.1%     | 5,244,656     | 0.1%     | 3,231,415   | 0.9%     |
| 2011 | 13,668,829        | 5.4%     | 5,225,786  | 5.4%     | 5,239,928     | 7.7%     | 3,203,115   | 1.7%     |
| 2010 | 12,971,339        | 6.1%     | 4,957,003  | 3.6%     | 4,864,921     | 6.4%     | 3,149,415   | 10.0%    |
| 2009 | 12,224,534        | 4.6%     | 4,793,177  | 9.2%     | 4,567,686     | 2.3%     | 2,863,671   | 6.7%     |
| 2008 | 12,813,320        | 0.0%     | 5,278,945  | 2.1%     | 4,465,589     | 5.2%     | 3,068,786   | 3.5%     |
| 2007 | 12,817,969        | 12.0%    | 5,393,576  | 15.9%    | 4,245,642     | 14.5%    | 3,178,751   | 3.2%     |
| 2006 | 11,441,202        | 5.0%     | 4,653,599  | 4.6%     | 3,708,264     | 7.1%     | 3,079,339   | 3.2%     |

Nota
1. ↑  Para fines operativos y estadísticos, se hace una distinción entre vuelos "transfronterizos" e "internacionales" en Montreal-Trudeau y en cualquier otro aeropuerto de Canadá con pre-despacho de aduana de Estados Unidos. Un vuelo "transfronterizo" es un vuelo entre Canadá y un destino en los Estados Unidos, mientras que un vuelo "internacional" es un vuelo entre Canadá y un destino que no está dentro de los Estados Unidos o Canadá, y se define un vuelo "nacional" como un vuelo solo dentro de los territorios canadienses.
2. ↑  A partir de marzo de 2020, hay una disminución significativa de los movimientos de pasajeros debido a la pandemia global COVID-19 y los cierres y/o restricciones fronterizas de Canadá.

## Aeropuertos cercanos
Los aeropuertos más cercanos son:
- Aeropuerto de Montreal-Saint-Hubert (12 km)
- Aeropuerto Internacional de Plattsburgh (93 km)
- Aeropuerto Internacional de Massena (104 km)
- Aeropuerto Internacional de Burlington (119 km)
- Aeropuerto de Saranac Lake (125 km)